# 茹费理
茹费理（1832年4月5日—1893年3月17日），法国共和派政治家，曾两次出任法国总理，任内推动政教分离，殖民扩张，教育世俗化。

## 早期生涯
1832年4月5日，朱尔·弗朗索瓦·卡米耶·费里出生在孚日圣迪耶一个于1718年因经营铸钟业而定居于此，后于1794年改营瓦窖的天主教家族。其父亲查理-爱德华·费里（Charles-Édouard Ferry）是一名律师，也是当地市长弗朗索瓦-约瑟夫·费里（François-Joseph Ferry）之子；其母亲为阿黛尔·贾梅莱特（Adèle Jamelet）。他是这个家庭的第二子，另有一个弟弟查理·费里（1834-1909）和一个姐姐阿黛尔·费里（1826-1871）。
1846年其全家迁至斯特拉斯堡，1850年又迁到了巴黎。他开始在巴黎法学院修读法律，并于1854年同父亲般取得律师资格；不过，他很快放弃了律师道路而选择踏入政坛，曾为多份报纸（主要是Le Temps）撰写文章。他用极其激烈的语言，批评第二帝国，攻击政敌，尤其因1868年一系列讥谑塞纳省省长奥斯曼男爵在奥斯曼工程中不透明资金管理的文章而得名，后来茹费理把他对奥斯曼男爵的批评集结出版，名为《奥斯曼的奇幻账目》（ Les Comptes fantastiques d’Haussmann）。他同时也是坚定的共和党人，抗议拿破仑二世的帝国政体。1869年5月，他在巴黎当选为共和派国会议员，抗议政府向德国宣战（普法战争）。1870年9月4日，茹费理成为当日成立的国防政府（Gouvernement de la Défense nationale）的一员；1870年10月15日，国防政府任命茹费理为巴黎市长，他因此担起了在普军围城期间（巴黎围城战）管理巴黎和军需补给的工作。卡尔·马克思称他利用该职发了大财。
。1871年3月17日巴黎公社建立后，政见不同的茹费理被迫逃离巴黎，但名义上仍保留了巴黎市长的职务到6月5日。1872年，他接受总理阿道夫·梯也尔的任命，到希腊雅典担任外交官员。不过，茹费理在次年就回到了孚日省参选国会议员，他最终成功当选议员，回到议会，成为了共和派的领袖之一。1879年2月4日，以威廉·亨利·沃丁顿（William Henry Waddington）为首的共和派上台执政（这是第三共和国建立以后，共和派首次执政）。茹费理接受了沃丁顿的邀请，加入了内阁，先后担任过教育部长和外交部长。他曾两次以机会主义共和派（Républicains opportunistes，又称温和共和派）领袖的身份，出任总理。茹费理是共济会阿尔萨斯-洛林分会会员。

## 总理生涯
茹费理在担任总理期间，在国内进行教育世俗化，在国外进行殖民扩张。首先，他消除了神职人员在大学的影响力，然后，他又建立了新的教育制度。茹费理还重整了公共教育委员会，提出改变大学管理章程的法案。但是，议会否决了这个法案，因为法案的第七条，取消了未获政府认可的教派的办学权利，遭到了不少议会代表的反对。不过，他后来提出的费里法，则获得了议会支持，顺利通过，建立了免费、世俗的强迫性小学教育。在高等教育方面，茹费理在执政期间，大力支持“共和国的黑色骠骑兵”（hussards noirs de la République），亦即大学教授，令教授数量成倍增长。
他定法语为教学语言，使得一些方言瀕近灭绝，遭到后人批评。不过，茹费理的决定，也团结了法国各地人民，稳固了法国民族国家的地位。
茹费理在普法战争结束后，提出了建立法兰西殖民帝国，以获取原材料，发展本土工业的计划。他在众议院（Chambre des députés）发表演说时，曾宣称“统治低劣民族是优越民族的权利，因为他们肩负责任。他们肩负教化低劣民族的责任。”他也曾经这样说过：“优越民族征服低劣民族，并不是为了享乐，也不是为了压榨他们，而是为了教化他们，提高他们的文明水平。”茹费理主持了法属突尼斯保护国的建立工作，还为马达加斯加并入法国作了准备工作，同时间，派出探险队，到刚果和尼日尔进行勘探工作。最后，他还组织了法军攻占安南和东京，建立法属印度支那殖民地。
法国在印度支那进行殖民扩张，引起了拥有安南和东京宗主权的清廷不满，最终引发了中法战争。法军在战争期间，突然撤离谅山，使得舆论一片哗然。茹费理因此遭到了乔治·克列孟梭等激进派猛烈批评，最终在1885年3月30日引咎辞职，史称东京事件（Affaire du Tonkin）。虽然法国最终取得了胜利，迫使清廷签署和约，放弃宗主权，但是茹费理还是因此无法再次出任总理。
恢复君主制的呼声在第三共和国时期仍然高涨。茹费理身为一个坚定的共和主义者，出任总理后在很大范围内开展了一场清洗君主主义者的行动，免去了不少身居高位的法官、军官、公务员和外交官的职务。
在第三共和国历任总理中，茹费理的任期第二长，仅次于他的政敌克列孟梭，可见他的地位十分之高。和后来的总理约瑟夫·卡约一样，茹费理并不主张和德国正面对抗。当时，大部分中、右翼政治家都认为，自己有一个神圣责任，亦即领导法国击败德国，收复阿尔萨斯-洛林，一雪前耻。和他们不同的是，茹费理认为德国力量太大，单凭法国难以击败德国，和德国合作，避免挑起事端才是更加明智的选择。不过，这个政策并不受人欢迎。
俾斯麦担心法国会发动复仇战争。他认为，法国虽然脆弱，但是德国也不应该在战胜法国后索要太多利益。俾斯麦只想逼迫法国赔款十亿法郎，暂时性削弱法国。不过，阿爾布雷希特·馮·羅恩和赫尔穆特·冯·毛奇（在背后支持他们的是威廉一世）并不同意他的想法，主张逼迫法国割让阿尔萨斯-洛林两省。俾斯麦使出浑身解数，也阻止不了两人。他在战后感到，取得两省会带来负面影响。
俾斯麦在19世纪70年代、80年代还能通过各种手段，缓住法国人，但是，随着德国的同盟国（奥地利、俄罗斯、意大利）之间的问题逐渐浮现，他感到法国终有一日会利用这一问题，反对德国。茹费理上台后，不但没有鼓吹收复失地，反而把橄榄枝递向俾斯麦，令德国暂时走出困局，不再需要在奥地利或俄罗斯、奥地利或意大利之间作出选择。俾斯麦因此赞成茹费理进行殖民扩张，更没有和法国进行扩张海外领土的竞赛，只建立了几个小型殖民地，以满足国内帝国主义者的要求。他认为德国和法国都有一个对手，那就是英国，他希望两国以此为契机，联手对抗英国，建立两大西欧国家的联盟。法国后来的确和英国发生了冲突（法绍达事件），不过那时俾斯麦和茹费理已经逝世了，两国的友谊也早已结束了。法绍达事件结束后，英国和法国消除了对对方的敌意，划定各自范围，为建立英法同盟立下了基石。

## 晚期生涯
他辞职后，仍然是一个有影响力的温和共和派。1887年，总统儒勒·格雷維辞职，茹费理有望接替他成为总统，但是，他最终因为缺乏激进派支持而放弃参选总统，改为支持另一候选人，萨迪·卡诺，卡诺最终成功当选为第5任法国总统。1889年，他挫败了由乔治·恩斯特·布兰格发起的政变。
1887年12月10日，一个名为奧貝坦（Aubertin）的男子行刺茹费理，茹费理虽然没有当场死亡，不过最终还是在1893年3月17日，因为伤口引起的并发症病死。众议院在他死后通过了法案，为他举行了国葬。